# Nuoto ai campionati mondiali di nuoto 2024 - 200 metri rana femminili
La gara degli 200 metri rana femminili dei campionati mondiali di nuoto 2024 si è svolta il 15 e 16 febbraio 2024 presso l'Aspire Dome di Doha.

## Podio
| Pos.    | Atleta         | Nazione     |
| ------- | -------------- | ----------- |
| Oro     | Tes Schouten   | Paesi Bassi |
| Argento | Kate Douglass  | Stati Uniti |
| Bronzo  | Sydney Pickrem | Canada      |

## Record
Prima della manifestazione il record del mondo (RM) e il record dei campionati (RC) erano i seguenti.
|  | 2'17"55 | Evgeniia Chikunova    | 21 aprile 2023 Kazan'     |
|  | 2'19"11 | Rikke Møller Pedersen | 1º agosto 2013 Barcellona |

Durante la competizione non sono stati migliorati record.

## Programma
| Data             | Ora (UTC+3) | Turno      |
| ---------------- | ----------- | ---------- |
| 15 febbraio 2024 | 10:11       | Batterie   |
| 15 febbraio 2024 | 20:19       | Semifinali |
| 16 febbraio 2024 | 19:49       | Finale     |

## Risultati

### Batterie
| Pos. | Batteria | Corsia | Atleta               | Nazionalità                   | Tempo       | Note |
| ---- | -------- | ------ | -------------------- | ----------------------------- | ----------- | ---- |
| 1    | 4        | 4      | Kate Douglass        | Stati Uniti                   | 2'24"15     | Q    |
| 2    | 2        | 6      | Mona McSharry        | Irlanda                       | 2'24"82     | Q    |
| 3    | 2        | 4      | Kotryna Teterevkova  | Lituania                      | 2'25"09     | Q    |
| 4    | 4        | 5      | Sydney Pickrem       | Canada                        | 2'25"18     | Q    |
| 5    | 3        | 4      | Tes Schouten         | Paesi Bassi                   | 2'25"90     | Q    |
| 6    | 4        | 3      | Francesca Fangio     | Italia                        | 2'26"01     | Q    |
| 7    | 4        | 6      | Gabrielle Assis      | Brasile                       | 2'26"28     | Q    |
| 8    | 1        | 3      | Alina Zmushka        | Atleti neutrali autorizzati   | 2'26"31     | Q    |
| 9    | 3        | 3      | Kristýna Horská      | Rep. Ceca                     | 2'26"71     | Q    |
| 10   | 2        | 5      | Letitia Sim          | Singapore                     | 2'27"08     | Q    |
| 11   | 2        | 3      | Lisa Mamié           | Svizzera                      | 2'27"42     | Q    |
| 12   | 2        | 7      | Nayara Pineda        | Spagna                        | 2'27"45     | Q    |
| 13   | 2        | 2      | Ana Blažević         | Croazia                       | 2'27"51     | Q    |
| 14   | 3        | 7      | Moon Su-a            | Corea del Sud                 | 2'27"53     | Q    |
| 15   | 4        | 1      | Eleni Kontogeorgou   | Grecia                        | 2'28"53     | Q    |
| 16   | 2        | 1      | Melissa Rodríguez    | Messico                       | 2'28"90     | Q    |
| 17   | 4        | 7      | Macarena Ceballos    | Argentina                     | 2'28"94     |      |
| 18   | 4        | 2      | Grace Palmer         | Belgio                        | 2'29"03     |      |
| 19   | 3        | 2      | Sara Franceschi      | Italia                        | 2'30"01     |      |
| 20   | 2        | 8      | Emily Santos         | Panama                        | 2'31"36     |      |
| 21   | 3        | 1      | Nikoleta Trníková    | Slovacchia                    | 2'31"52     |      |
| 22   | 3        | 5      | Abbey Harkin         | Australia                     | 2'31"93     |      |
| 23   | 3        | 8      | Ida Hulkko           | Finlandia                     | 2'33"27     |      |
| 24   | 1        | 5      | Stephanie Iannaccone | Guatemala                     | 2'33"77     |      |
| 25   | 4        | 0      | Lam Hoi Kiu          | Hong Kong                     | 2'36"19     |      |
| 26   | 3        | 0      | Nadia Tudo           | Andorra                       | 2'37"70     |      |
| 27   | 4        | 9      | Tara Aloul           | Giordania                     | 2'43"10     |      |
| 28   | 2        | 0      | Kelera Mudunasoko    | Figi                          | 2'46"29     |      |
| 29   | 1        | 4      | Maria Batallones     | Isole Marianne Settentrionali | 2'54"73     |      |
| DNS  | 3        | 6      | Sophie Hansson       | Svezia                        | Non partita |      |
| DNS  | 4        | 8      | Martina Bukvić       | Serbia                        | Non partita |      |

### Semifinali
| Pos. | Batteria | Corsia | Atleta              | Nazionalità                 | Tempo   | Note |
| ---- | -------- | ------ | ------------------- | --------------------------- | ------- | ---- |
| 1    | 2        | 3      | Tes Schouten        | Paesi Bassi                 | 2'21"50 | Q    |
| 2    | 2        | 4      | Kate Douglass       | Stati Uniti                 | 2'23"17 | Q    |
| 3    | 1        | 5      | Sydney Pickrem      | Canada                      | 2'23"77 | Q    |
| 4    | 1        | 6      | Alina Zmushka       | Atleti neutrali autorizzati | 2'24"14 | Q    |
| 5    | 2        | 7      | Lisa Mamié          | Svizzera                    | 2'24"62 | Q    |
| 6    | 2        | 5      | Kotryna Teterevkova | Lituania                    | 2'24"69 | WD   |
| 7    | 1        | 4      | Mona McSharry       | Irlanda                     | 2'25"13 | Q    |
| 8    | 2        | 2      | Kristýna Horská     | Rep. Ceca                   | 2'25"34 | Q    |
| 9    | 2        | 6      | Gabrielle Assis     | Brasile                     | 2'25"62 | Q    |
| 10   | 1        | 3      | Francesca Fangio    | Italia                      | 2'26"39 |      |
| 11   | 1        | 1      | Moon Su-a           | Corea del Sud               | 2'26"76 |      |
| 12   | 1        | 2      | Letitia Sim         | Singapore                   | 2'27"04 |      |
| 13   | 2        | 8      | Eleni Kontogeorgou  | Grecia                      | 2'28"14 |      |
| 14   | 2        | 1      | Ana Blažević        | Croazia                     | 2'28"48 |      |
| 15   | 1        | 8      | Melissa Rodríguez   | Messico                     | 2'29"18 |      |
| 16   | 1        | 7      | Nayara Pineda       | Spagna                      | 2'29"74 |      |

### Finale
| Pos. | Corsia | Atleta          | Nazionalità                 | Tempo   | Note |
| ---- | ------ | --------------- | --------------------------- | ------- | ---- |
|      | 4      | Tes Schouten    | Paesi Bassi                 | 2'19"81 |      |
|      | 5      | Kate Douglass   | Stati Uniti                 | 2'20"91 |      |
|      | 3      | Sydney Pickrem  | Canada                      | 2'22"94 |      |
| 4    | 6      | Alina Zmushka   | Atleti neutrali autorizzati | 2'24"44 |      |
| 5    | 1      | Mona McSharry   | Irlanda                     | 2'24"89 |      |
| 6    | 8      | Kristýna Horská | Rep. Ceca                   | 2'25"34 |      |
| 7    | 7      | Gabrielle Assis | Brasile                     | 2'25"66 |      |
| 8    | 2      | Lisa Mamié      | Svizzera                    | 2'26"23 |      |